# اد باس
اد باس (انگلیسی: Ed Bass؛ زادهٔ ۱۰ سپتامبر ۱۹۴۵) نیکوکار و هوادار محیط زیست اهل ایالات متحده آمریکا است که بر روی پروژه‌ی زیست‌کره ۲ سرمایه‌گذاری کرده است.